# Kloster Marienrode
Das Kloster Marienrode ist ein im Jahre 1125 gegründetes Kloster in der zu Hildesheim gehörenden Ortschaft Neuhof/Hildesheimer Wald/Marienrode.

## Geschichte

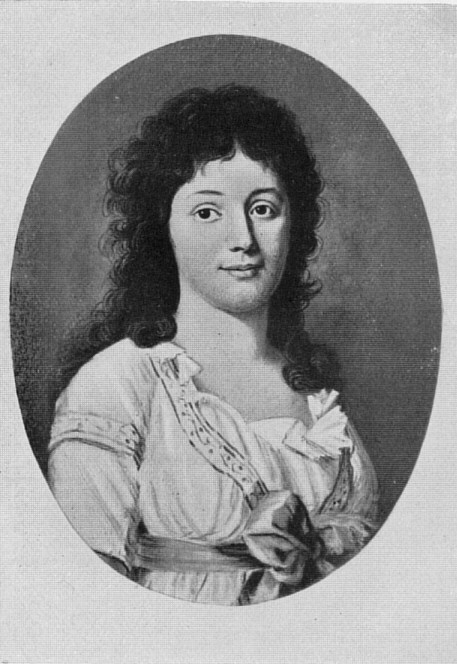
Henriette Gräfin von Egloffstein

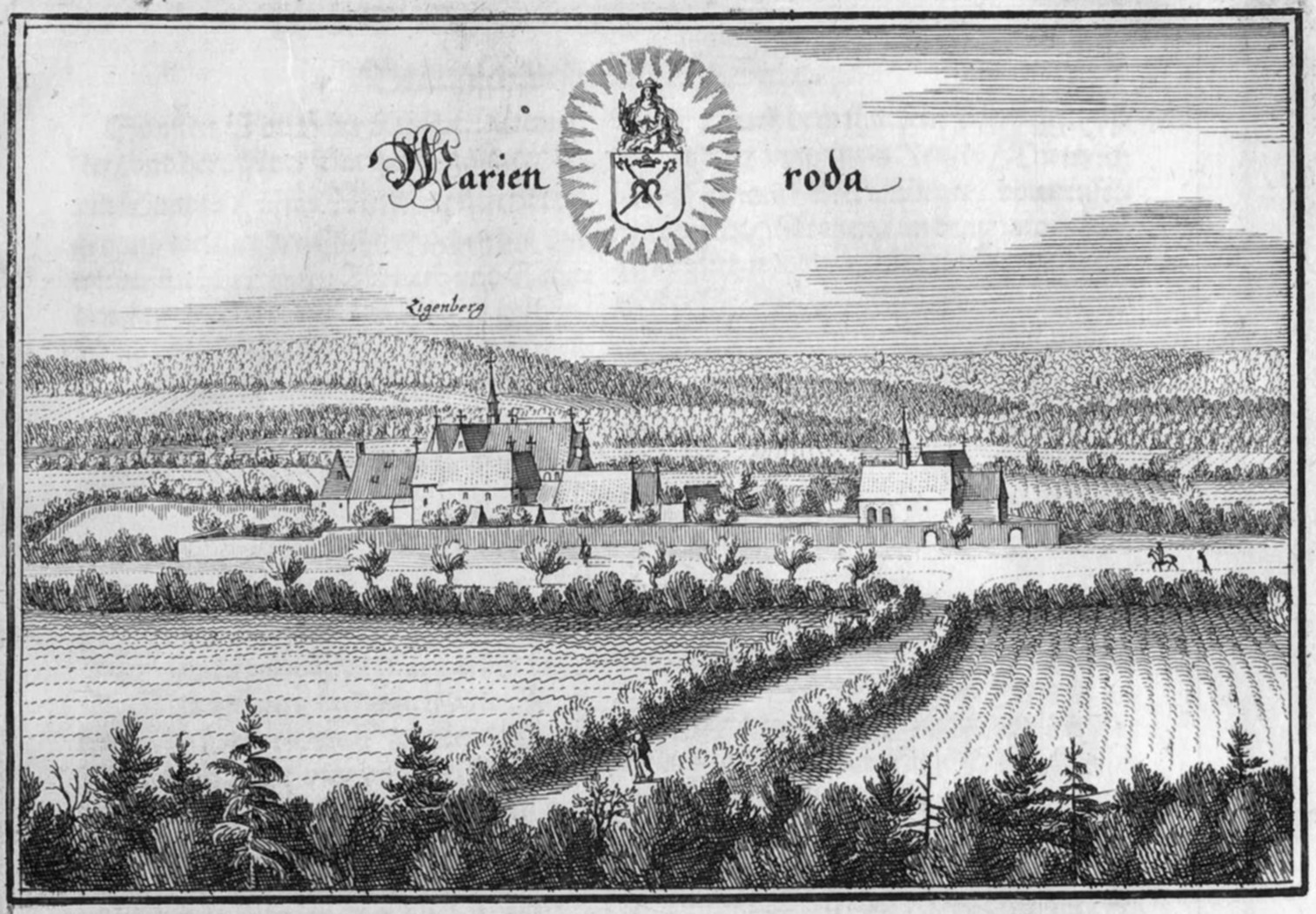
Merian-Stich um 1654

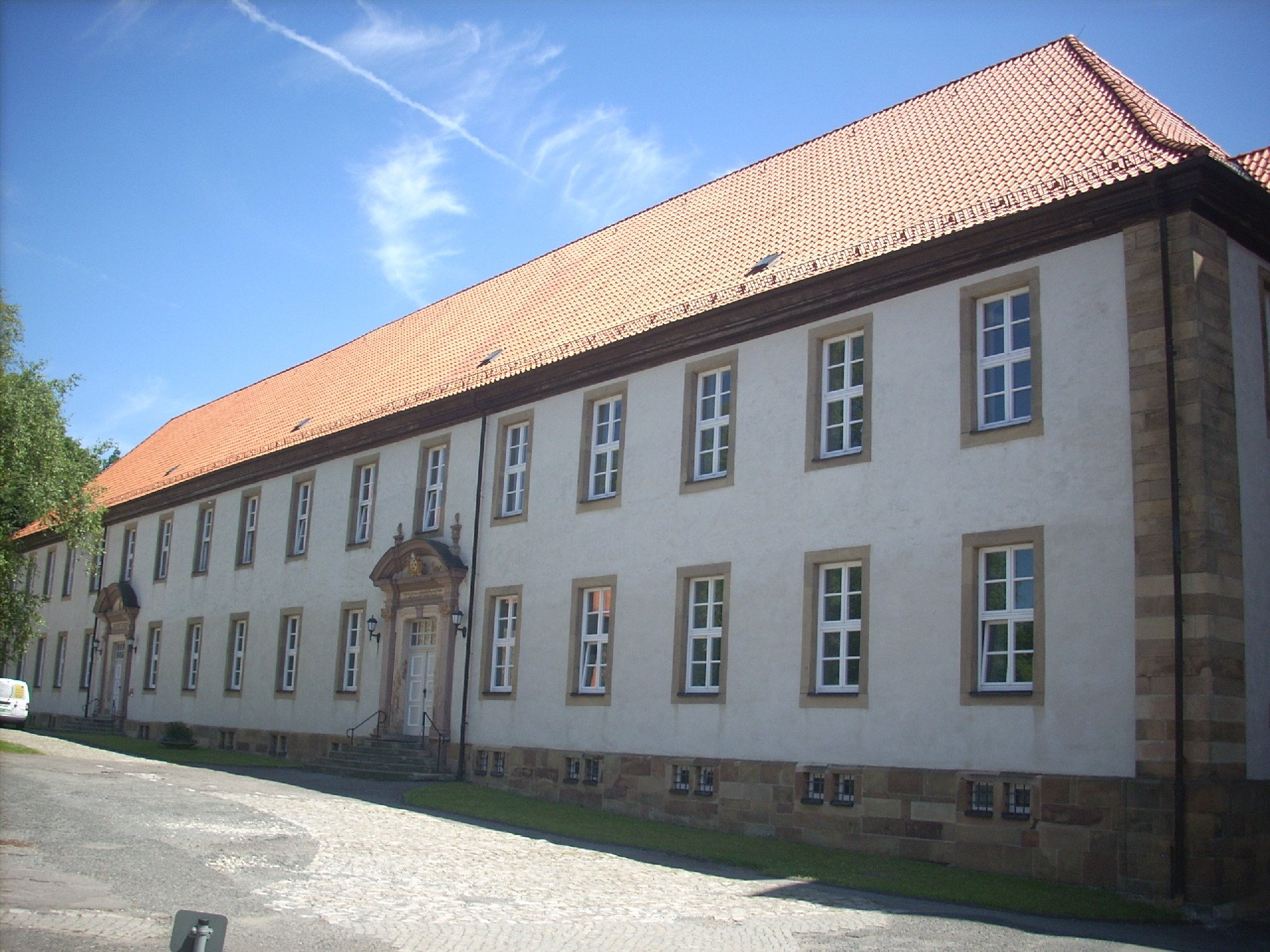
Konventsgebäude

Das Kloster Marienrode bei Hildesheim wurde am 22. Mai 1125 durch den Hildesheimer Bischof Berthold I. von Alvensleben in der damaligen Siedlung Baccenrode (lat.: Novale Bacconis) gegründet. „Novale“ bedeutet zu bebauendes oder bereits bebautes Ackerland, etwa Neubruch, der erste Siedler könnte demnach Bacco geheißen haben. Es bestand bis 1259 zunächst als Augustiner-, später als Tochterkloster von Kloster Riddagshausen aus der Filiation der Primarabtei Morimond als Zisterzienser-Kloster. Die Zisterzienser gaben dem Ort den heute noch gebräuchlichen Namen Marienrode, nachdem Bischof Johann I. von Brakel im Jahre 1259 die Mönche und Nonnen des Klosters Backenroth wegen sittlichen Verfalls vertrieben hatte. Die Zisterzienser gaben dem Kloster den neuen Namen: Monasterium Novalis sanctæ Mariæ.
Nach einer ungedruckten Chronik des Franziscus Borsum betrieb das Kloster schon um 1250 eine Niederlassung in Hannover, den bis zur Reformation betriebenen Marienröder Hof.
Nach der Säkularisation 1806 kam die Domäne 1807 in den Besitz des Königreichs Westphalen unter Jérôme Bonaparte, wurde an den Calenberger Amtsschreiber Süllow verpachtet und 1811 vom königlich-westphälischen Finanzminister Carl August von Malchus (ab 1813 Titel Graf von Marienrode) gekauft. Nach der Völkerschlacht bei Leipzig verlieh Kurfürst (später König) Georg III. von Hannover die Domäne 1813 dem Generalleutnant und Oberforstmeister Carl Baron von Beaulieu-Marconnay. Dieser war seit 1804 mit Henriette Gräfin von Egloffstein (1774–1864) verheiratet. Sie und drei Töchter aus erster Ehe, Caroline, Julie, Auguste, die zum Weimarer Kreis um Johann Wolfgang von Goethe gehörten, liegen in einer gemeinsamen Grabstelle, nahe der westlichen Zufahrt zum einstigen Gutshof. Der Baron verstarb 1855. Danach gab es eine Reihe weiterer Pächter. Das gartenartige Terrain nahe der Grabstelle der Gräfin Egloffstein, wurde während der Zeit des Nationalsozialismus als Friedhof für die russischen und polnischen Zwangsarbeiter benutzt. Das Grab des polnischen Feldgeistlichen wurde in den 1960er Jahren umgebettet und befindet sich auf dem katholischen Friedhof östlich des Ortes. Die restlichen, zum Teil orthodoxen Grabstellen wurden im Auftrag des katholischen Kirchenvorstands eingeebnet.
Marienrode wurde von 1818 bis 1850 verwaltet von dem hier auch beigesetzten Amtsjuristen Christian Eberhard Meyer (* 1777, † 14. Juli 1850 in Marienrode). Er war dem seit 2. Mai 1795 an der Universität Göttingen, 1800 Amtsauditor in Osterode am Harz, 1803 dort Amtsschreiber, 1806 in Uslar, 1809 Friedensrichter in Osterode, 1814 Amts-Assessor in 1814 Burgdorf und war zuletzt 1818 in Marienrode Oberamtmann. Er heiratete am 30. November 1809 in Osterode die dortige Amtsjuristentochter Antoinette Kern.
Nach 1945 dienten einige Gutsgebäude der Unterbringung von Vertriebenen aus Schlesien und Ostpreußen, die teilweise noch bis zur Klosterneugründung dort lebten. 
Seit 1985 war das ehemalige Kloster im Besitz des Bistums Hildesheim. Schon seit Beginn seiner Amtszeit 1983 hatte sich Bischof Josef Homeyer um die Ansiedlung neuer Klöster im Bistum Hildesheim bemüht. So wurden die vorherigen Bewohner und die Pächter des Gutshofs 1986 zum Auszug gedrängt, bevor das ehemalige Kloster aufwändig umgebaut und umgenutzt werden konnte, ehe es am 5. Mai 1988 von Benediktinerinnen aus der Abtei St. Hildegard in Eibingen wiederbesiedelt werden konnte. 1998 wurde Marienrode unabhängiges Priorat; das Kloster gehört der Beuroner Kongregation an. 2014 folgte Sr. Mirjam Zimmermann als Priorin ihrer Vorgängerin Maria Elisabeth Bücker.
Zum historischen Kloster gehört die katholische Pfarrkirche St. Michael. Außerdem gibt es in Marienrode am Rande des Gutshofs eine kleinere evangelische Pfarrkirche St. Cosmas und Damian, eine ehemalige Torkapelle und Wallfahrtskirche des Klosters. Östlich vom Kloster befindet sich der neue Friedhof von Marienrode.

## Marienrode heute

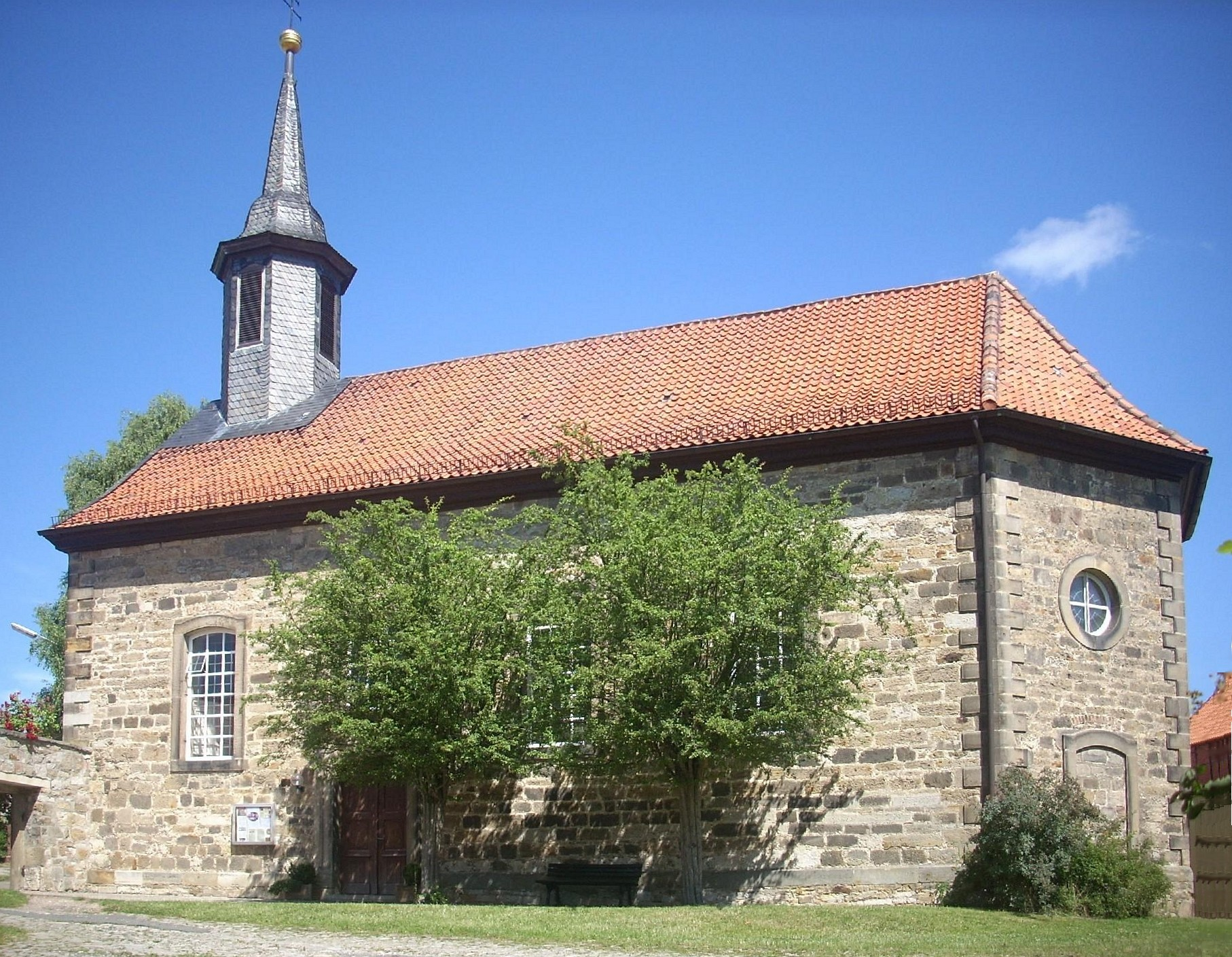
Torkapelle St. Cosmas und Damian, Ansicht von Süden

Gemäß der populär gewordenen Kurzfassung benediktinischen Lebens Ora et labora wird der Alltag von den gemeinsamen Gebetszeiten strukturiert. Die Schwestern von Marienrode leiten ein von der Diözese Hildesheim unterhaltenes Exerzitien- und Gästehaus, führen eine Buch- und Kunsthandlung und leisten Küster- und Organistendienste in der Kirche, die zugleich Pfarrkirche ist. Ihr Konvent schließt sich als dreiflügelige Anlage nördlich an die Kirche St. Michael an und umschließt einen schlicht gehaltenen Kreuzganghof. Die Klosterpforte ziert, ebenso wie das zweite Barockportal des Westflügels, ein Chronogramm.

## Historische Kulturlandschaft
Das Kloster liegt innerhalb der 3,2 km² großen historischen Kulturlandschaft Klosterlandschaft Marienrode, die von landesweiter Bedeutung ist. Diese Zuordnung zu den Kulturlandschaften in Niedersachsen hat der Niedersächsische Landesbetrieb für Wasserwirtschaft, Küsten- und Naturschutz (NLWKN) 2018 getroffen. Darüber hinaus ist die Klosterlandschaft Marienrode seit 2013 auch als Landschaftsschutzgebiet ausgewiesen.